# Joël de Rosnay
Joël de Rosnay (nacido el 12 de junio de 1937) es un Doctor en Ciencias y escritor científico, actualmente presidente de Biotics International, empresa consultora especializada en el impacto de las nuevas tecnologías en las industrias, y asesor especial del presidente de la Universcience (Cité des Sciences et de l'Industrie en La Villette et Palais de la Découverte) de la que fue director de Previsión y Evaluación hasta junio de 2002.

## Biografía
De 1975 a 1985 fue director de Aplicaciones de Investigación en l'Institut Pasteur (el Instituto Pasteur de París). Ex investigador asociado en el Instituto Tecnológico de Massachusetts (MIT) en el campo de la biología y la infografía, fue sucesivamente Agregado Científico de la Embajada de Francia en los Estados Unidos y Director Científico de European Enterprises Development Company (un grupo de capital riesgo) de 1971 a 1975.
Además de varios informes, a saber: Biotecnologías y bioindustria (1979), un anexo al informe Sciences de la vie et Société de los profesores Gros, Jacob y Royer. También fue corresponsable del informe que dio lugar a la creación de CESTA (Centre d'Etudes des Systèmes et des Technologies Avancées / Centro de estudio de sistemas y tecnologías avanzadas, 1982).
Las ideas de De Rosnay han inspirado varias empresas de tecnología y obras culturales modernas de creativos, emprendedores y académicos, en particular en torno a su noción del cibionte. En El hombre simbiótico, De Rosnay define una unidad de una estructura social holística, ampliando el concepto del holobionte vivo singular para incluir también la totalidad de las máquinas creadas por el hombre. Él llama a este conjunto el cibionte, un “macroorganismo planetario” emergente de entidades biológicas y sintéticas, todas operando en sincronía como un sistema cibernético.

## Vida personal
La esposa de De Rosnay, Stella, es hija de Gladwyn Jebb, primer barón Gladwyn. Su hija es la novelista Tatiana de Rosnay.
De Rosnay es famoso por ser pionero en el surf en Francia en 1957, ya que creó el Surf Club de France en 1964.